# Угорджи, Люций Иведжуру
Люций Иведжуру Угорджи (англ. Lucius Iwejuru Ugorji; род. 13 января 1952 год, Колониальная Нигерия) — нигерийский прелат. Епископ Умуахиа с 2 апреля 1990 по 6 марта 2022. Архиепископ Оверри с 6 марта 2022.

## Биография
16 апреля 1977 года Люций Иведжуру Угорджи был рукоположён в священника.
2 апреля 1990 года Папа Иоанн Павел II назначил Люция Иведжуру Угорджи епископом Умуахиа. 1 июля 1990 года состоялось рукоположение Люция Иведжуру Угорджи в епископа, которое совершил апостольский про-нунций в Нигерии и титулярный архиепископ Синны Павел Фуад Наим Табет в сослужении с епископом Умуахиа Антонием Гого Нведо и епископом Авки Альбертом Канене Обефуной.
6 марта 2022 года Папа Франциск назначил Люция Иведжуру Угорджи архиепископом Оверри.